# Samsung Galaxy Buds Live
Samsung Galaxy Buds Live — внутриканальные Bluetooth наушники, разработанные Samsung Electronics, как часть линейки Samsung Galaxy Buds. Они были анонсированы 5 августа 2020 года во время презентации Galaxy Unpacked.

## Описание
Galaxy Buds Live имеет активное шумоподавление, они известны своим «бобовым» дизайном. Наушники были выпущены в трёх цветах - чёрный, белый и «мистический бронзовый». Наушники имеют размер 2,8 см в длину и 1,3 см в ширину, а зарядный чехол имеет толщину 2,6 см. Нижняя часть Buds Live помещается непосредственно в ушной канал, в то время как задняя часть находится в верхней часть уха.

## Критика
Buds Live хвалят за дизайн, но критикуют за неэффективное активное шумоподавление.